# بورگ (دهانه)
بورگ یک دهانه برخوردی در ماه است.